# Hohokam Pima National Monument
Le monument national Hohokam Pima (en anglais, Hohokam Pima National Monument) est un monument national américain désigné comme tel le 29 avril 1964 par le président Lyndon B. Johnson. Il protège une partie du comté de Pinal, en Arizona, où s'étaient implantés des Hohokams il y a plusieurs siècles.